# Józef Rachwalski

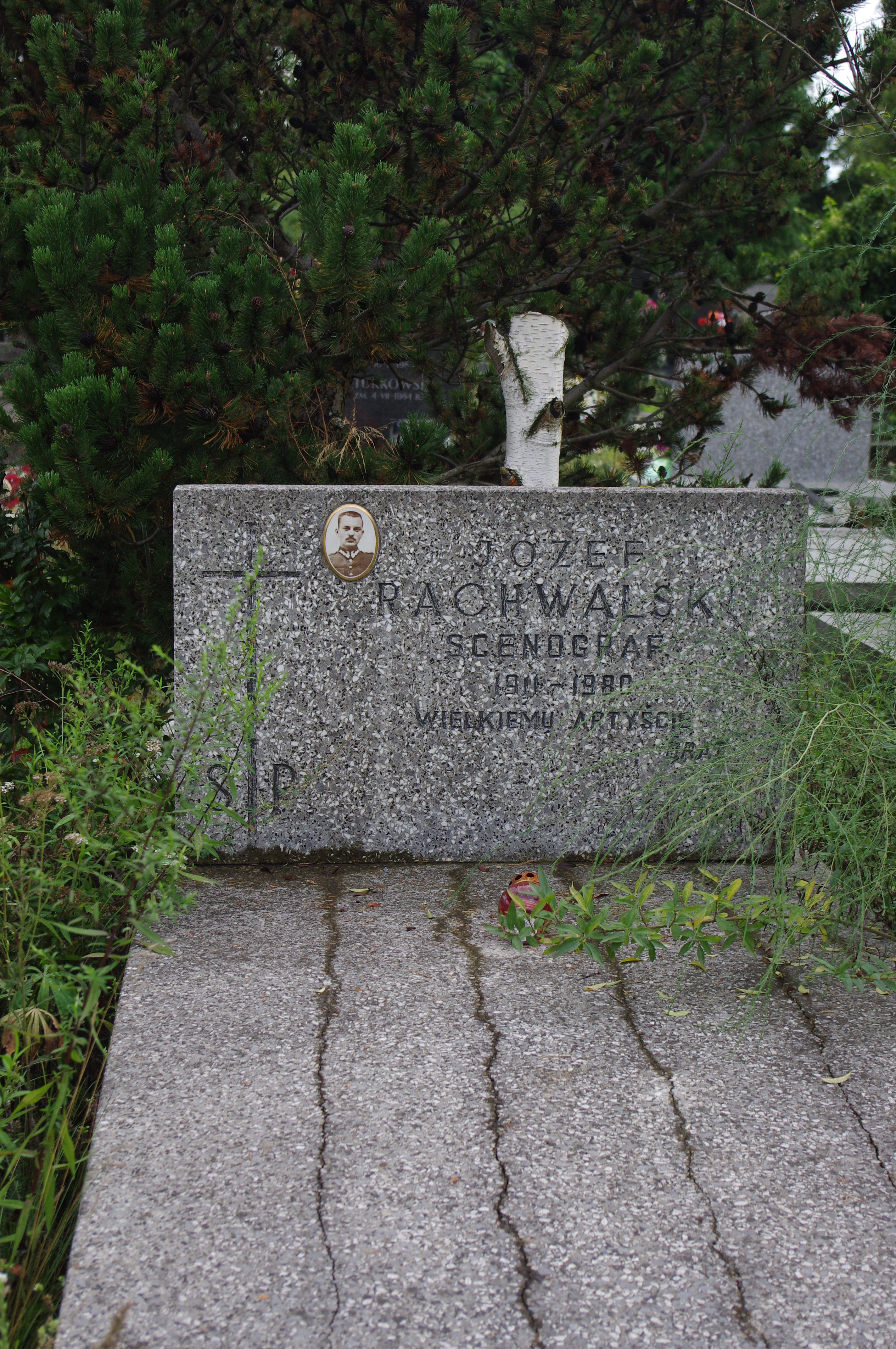
Nagrobek Józefa Rachwalskiego na cmentarzu komunalnym Północnym w Warszawie

Józef Ignacy Rachwalski (ur. 7 maja 1911 w Warszawie, zm. 9 lutego 1980 tamże) – polski scenograf.

## Życiorys
Był synem restauratora Ignacego Rachwalskiego oraz Heleny z domu Staszewskiej. Jego siostrą była aktorka – Barbara Rachwalska. Jego pierwszą żoną była Ewa Soboltowa, a drugą Irena Pronaszkowa – wdowa po Andrzeju Pronaszce. Ukończył naukę w Gimnazjum im. Tadeusza Reytana w Warszawie, następnie uczył się w Szkole Sztuk Zdobniczych i Malarstwa. Do 1938 studiował na Wydziale Malarstwa warszawskiej Akademii Sztuk Pięknych pod kierunkiem Tadeusza Pruszkowskiego. Podczas II wojny światowej uczestniczył w kampanii wrześniowej, następnie do 1945 przebywał w oflagu w Murnau, gdzie współpracował z teatrem obozowym. W 1946 powrócił do Polski.
W latach 1947–1949 był asystentem scenografa Władysława Daszewskiego w Teatrze Wojska Polskiego w Łodzi. W 1949 był scenografem w Teatrze Polskim w Warszawie, a w latach 1949–1960 w Teatrze Nowym w Łodzi. W latach 1960–1965 był scenografem w Operze Łódzkiej. W 1965 choroba uniemożliwiła mu dalszą pracę. Został pochowany na cmentarzu komunalnym Północnym w Warszawie (kwatera W-VI-2-1-10)

## Nagrody
Nagroda Miasta Łodzi (1965) – nagroda w dziedzinie upowszechnienia kultury.